# Eric Shipton
Eric Earle Shipton (* 1. August 1907 in Sri Lanka; † 28. März 1977) war ein britischer Höhenbergsteiger, Expeditionsleiter und Autor.

## Leben
Nach seiner Geburt in Ceylon wuchs er in England auf. In seiner Jugend unternahm er schon erste Bergtouren in den Alpen. Im Alter von 21 Jahren zog er 1928 nach Kenia, wo er als Kaffeepflanzer seinen Lebensunterhalt verdiente. 1929 gelang ihm die Erstbesteigung des Nelion, eines Nebengipfels des Mount Kenia. In Kenia begegnete er seinen zukünftigen Seilgefährten Bill Tilman und Percy Wyn-Harris, mit denen er den doppelgipfligen Mount Kenia bestieg. 
Zusammen mit Frank Smythe bestieg er am 21. Juni 1931 den Berg Kamet, seinen ersten bedeutenden Himalayagipfel. Mit 7756 m war dies der höchste damals bestiegene Berg der Welt. 
1934 gelang es ihm mit Bill Tilman und Sherpas, den Durchstieg durch die bis dahin ungangbare Schlucht der Rishiganga zum Fuß der Nanda Devi im indischen Garhwal zu finden, Voraussetzung für die Erstbesteigung des Gipfels (7816 m) durch Tilman und Odell 1936.
In den 1930er Jahren war Shipton an sämtlichen britischen Everestexpeditionen beteiligt, die man von der tibetischen Seite aus unternahm, weil Nepal keine Ausländer ins Land ließ. Dabei leitete er die Erkundungsexpedition von 1935, an der auch erstmals der noch junge Tenzing Norgay teilnahm, und erreichte Höhen bis 8500 m. 
In den 1940er Jahren war Shipton Konsul des Vereinigten Königreiches in Kaschgar und Kunming/Yünnan. In diese Zeit fällt auch ein Besteigungsversuch des Mustagh Ata in Zentralasien. Die Zeit seiner Tätigkeit in Kashgar nutzte er, um die zentralasiatischen Hochgebirgsregionen zu erkunden. 
1961/62 gelang ihm die Durchquerung des südlichen patagonischen Eisfeldes (Campo de Hielo Sur). 
Nach dem Zweiten Weltkrieg leitete er auch die Erkundungsexpedition von 1951 auf der nun geöffneten nepalesischen Seite, die die neue Route über das Khumbutal in Nepal auf den höchsten Gipfel der Erde erschloss. Nun waren Tibet und die gewohnte Nordseite des Everest wegen des chinesischen Einmarsches für Ausländer verschlossen. Die Shipton-Expedition, an der auch Edmund Hillary teilnahm, fand den südlichen Zugang zum Everest durch den Khumbu-Eisbruch in das Tal des Schweigens, heute die „Standardroute“.
Verwehrt blieb ihm allerdings – zu Gunsten von John Hunt – die Leitung der erfolgreichen Everestexpedition von 1953: die Verantwortlichen im Londoner „Alpine Club“ hielten Shipton mittlerweile für zu alt und nicht genügend durchsetzungskräftig. Einige bewährte Teammitglieder der Everest-Expeditionen wollten sich weigern, unter einer anderen Leitung als Shiptons weitere Versuche am Everest zu unternehmen, aber Shipton selbst warb bei ihnen um Vertrauen für den neuen Expeditionsleiter John Hunt. Unter dessen Expeditionsleitung gelang dann im Folgejahr 1953 dem Team Tenzing/Hillary auf der von Shipton erkundeten Route die nachgewiesene Erstbesteigung.
Nach ihm ist die Shipton Ridge benannt, ein Gebirgskamm im ostantarktischen Viktorialand, sowie das Felsentor Shipton’s Arch in Xinjiang in China.

## Veröffentlichungen
- Nanda Devi, Hodder and Stoughton, London, 1936.
- Blank on the Map, Hodder & Stoughton, London, 1938.
- Upon That Mountain, Hodder and Stoughton, London, 1943.
- Mountains of Tartary, Hodder and Stoughton, London, 1953.
- Mount Everest Reconnaissance Expedition 1951, Hodder and Stoughton, London, 1952.
- The six Mountain-Travel Books, Baton Wicks, London 2010 (neue Auflage), ISBN 978-1-898573-81-4.
- Men Against Everest, Prentice Hall, 1955. Abrufbar hier.
- That untravelled world, Charles Scribner and Sons 1969 (Autobiographie).